# Džuba (řeka)
Džuba (somálsky Webi Jubba) je řeka v Etiopii a Somálsku. Je 1600 kilometrů dlouhá od pramenů Ganale-Dorija. Povodí má rozlohu 196 000 km².

## Průběh toku
Vzniká soutokem řek Ganale-Dorija, Dawa-Parma, Webi Džestro u města Dolo. Zdrojnice pramení na Etiopské vysočině. Řeka protíná členitým korytem Somálskou planinu, kde ztrácí mnoho vody odpařováním. Ústí do Indického oceánu.

## Vodní režim
Vysoký vodní stav má v období dešťů od dubna do června a od září do listopadu. Průměrný průtok řeky ve stanici Luuq (Lugh Ganana) v letech 1951 až 1979 činil 193 m³/s.
Průměrné měsíční průtoky řeky ve stanici Luuq v letech 1951 až 1979:

## Využití
V období dešťů je možná lodní doprava do města Bardera.